# Orthotrichia crutwelli
Orthotrichia crutwelli är en nattsländeart som beskrevs av Wells 1991. Orthotrichia crutwelli ingår i släktet Orthotrichia och familjen smånattsländor. Inga underarter finns listade i Catalogue of Life.